# Oļegs Meļehs
Oļegs Meļehs (Riga, 24 de març de 1982) va ser un ciclista letó, professional des del 2005 fins al 2010. En el seu palmarès destaquen dos Campionats nacionals en ruta i un en contrarellotge.

## Palmarès
- 2004
  -  Campió de Letònia en ruta
  -  Campió de Letònia en contrarellotge
- 2008
  - 1r al Gran Premi de Moscou
- 2009
  -  Campió de Letònia en ruta